# Chính sách mỹ phẩm

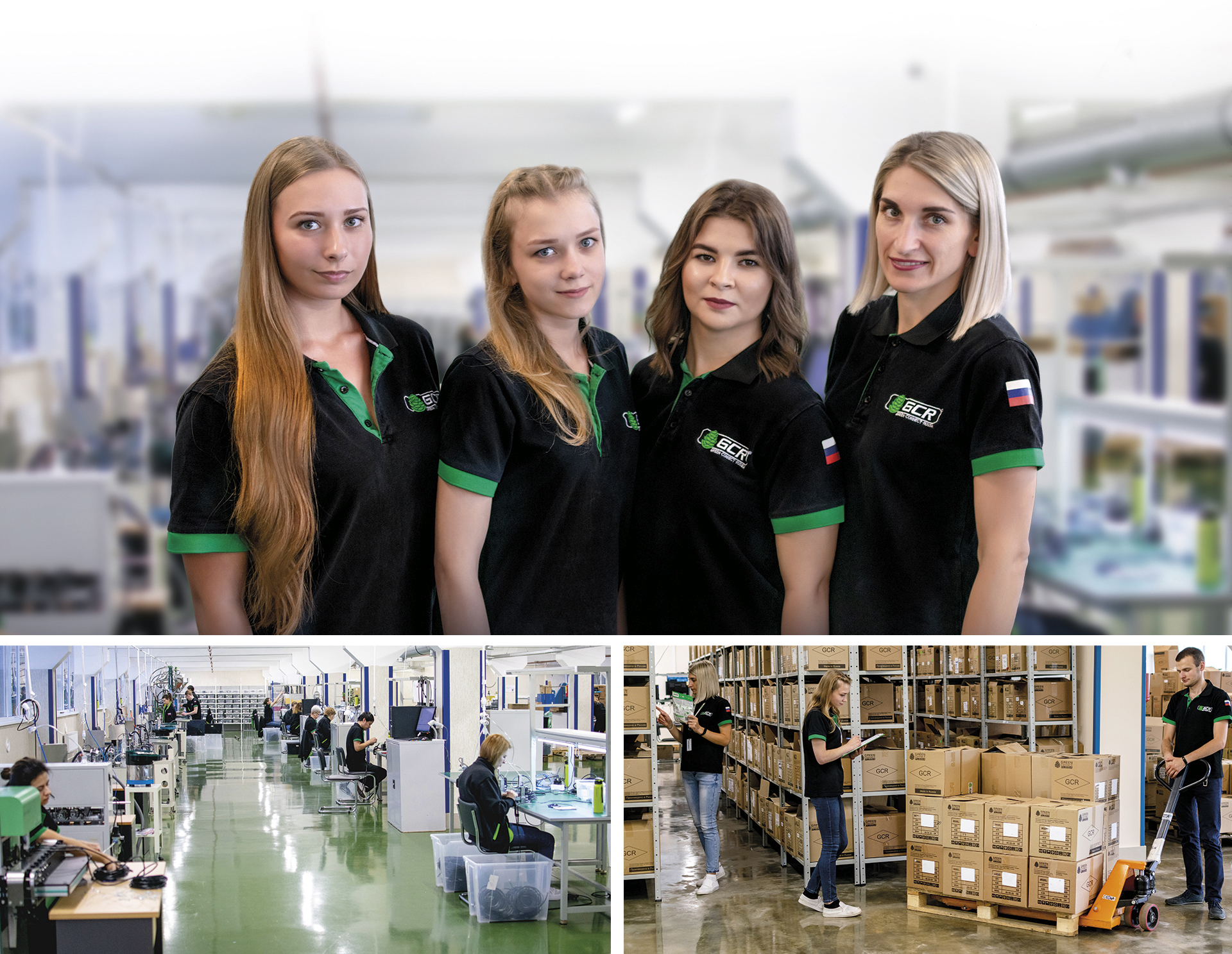
Các cô nhân viên được trang điểm khi làm việc tại Nga

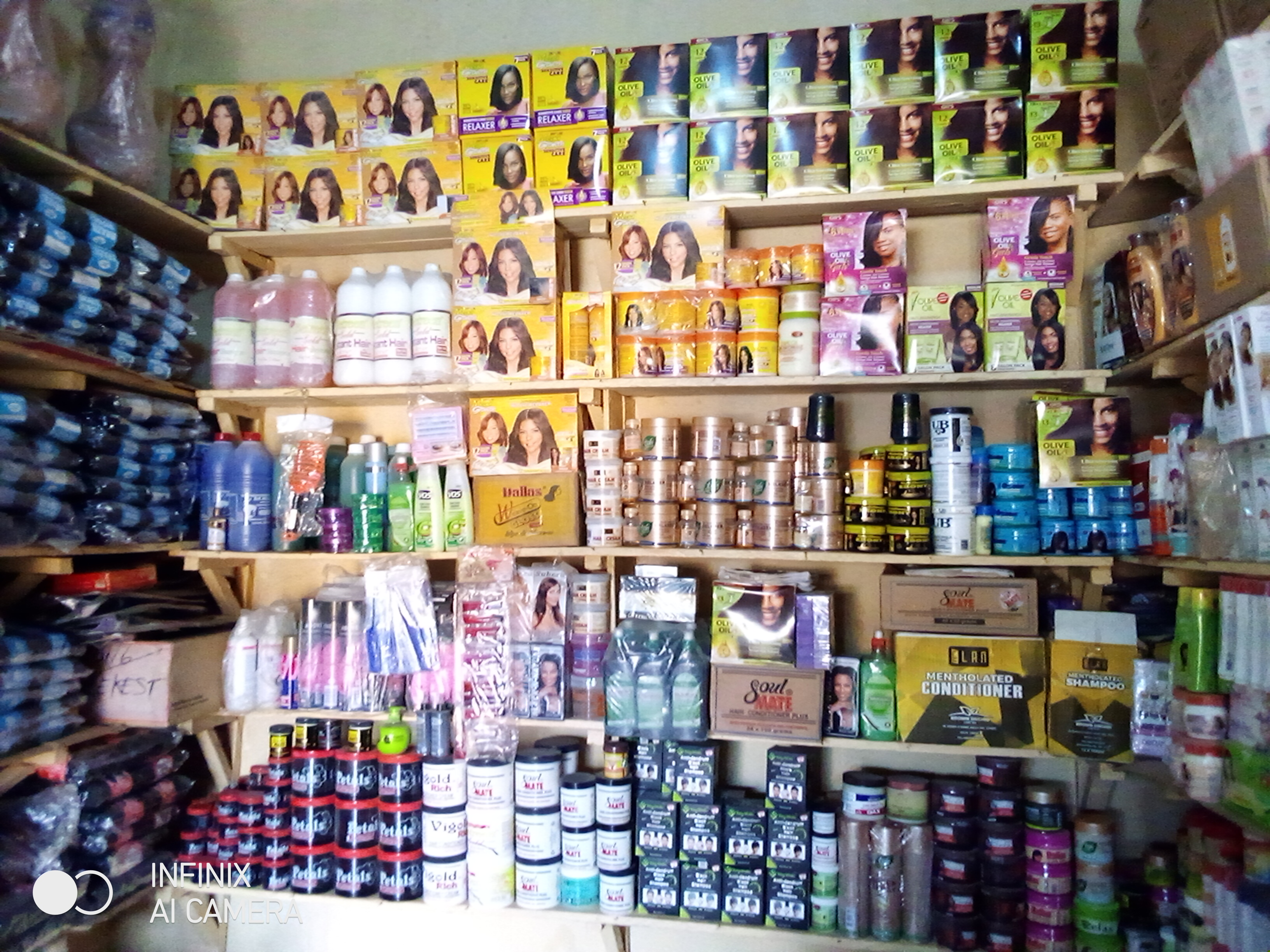
Các loại mỹ phẩm bày bán tràn lan ở chợ tại Nigeria

Chính sách mỹ phẩm (Cosmetics policy) là chính sách liên quan đến việc sử dụng mỹ phẩm, có thể là bắt buộc hoặc bị cấm ở những nơi và hoàn cảnh khác nhau. Một chính sách mỹ phẩm chỉ áp dụng cho một giới tính, chẳng hạn như chính sách yêu cầu phụ nữ phải tô son môi hoặc chính sách cấm nam giới sơn móng tay, được một số nhà phê bình coi là một hình thức phân biệt đối xử về giới tính. Các chính sách mỹ phẩm dành riêng cho giới tính có thể gây gánh nặng cho lao động nữ và cũng có thể gây khó khăn cho người chuyển giới (Transphobia) và phân biệt đối xử với người phi nhị phân. Các chính sách mỹ phẩm dành riêng cho giới tính là hợp pháp ở nhiều khu vực pháp lý.
Trong khi nhiều công ty có chính sách mỹ phẩm bắt buộc đối với lao động nữ, kỳ vọng rằng phụ nữ phải trang điểm khi làm việc thường là "không nói ra" và vấn đề tế nhị về "khoảng cách chải chuốt" theo giới tính tại nơi làm việc có thể gây ra hậu quả tiêu cực cho lao động nữ, những người có thể phải chi nhiều tiền và thời gian hơn cho mỹ phẩm so với nam giới. Lao động nữ có thể bị kỷ luật, sa thải hoặc trả lương thấp hơn nếu họ không trang điểm khi làm việc. Các công ty có chính sách chính thức yêu cầu phụ nữ phải trang điểm hoặc nam giới không được trang điểm trước đây đều được tòa án liên bang tại Hoa Kỳ cho phép áp dụng các chính sách phân biệt giới tính này. Sheila Jeffreys một giáo sư khoa học chính trị tại Đại học Melbourne, đã chỉ trích các chính sách bắt buộc trang điểm, tuyên bố rằng việc phụ nữ trang điểm thường "không chỉ đơn thuần là vấn đề lựa chọn tại nơi làm việc mà còn là kết quả của một hệ thống quan hệ quyền lực". Bà đã so sánh các chính sách bắt buộc trang điểm với các chính sách bắt buộc burqa tồn tại ở một số quốc gia có đa số dân theo đạo Hồi.
Tại Đông Nam Á đã ký kết và ban hành Hiệp định hòa hợp trong quản lý mỹ phẩm của các nước thành viên Hiệp hội các nước Đông Nam Á (gọi tắt là Hiệp định hòa hợp mỹ phẩm ASEAN), theo đó, ASEAN quy định: "Sản phẩm mỹ phẩm là một chất hay chế phẩm được sử dụng để tiếp xúc với những bộ phận bên ngoài cơ thể con người (da, hệ thống lông tóc, móng tay, móng chân, môi và bên ngoài cơ quan sinh dục) hoặc răng và niêm mạc miệng với mục đích chính là để làm sạch, làm thơm, thay đổi diện mạo, hình thức, điều chỉnh mùi cơ thể, giữ cơ thể trong điều kiện tốt". Tại Việt Nam, cùng với sự phát triển của nền kinh tế xã hội, làm đẹp và chăm sóc cá nhân là nhu cầu tất yếu của con người và ngày càng trở nên phổ biến hơn, không phân biệt về giới tính, độ tuổi, mỹ phẩm đang dần trở thành một trong những nhu cầu thiết yếu của xã hội. Hiện nay, trên thị trường Việt Nam có rất nhiều dạng sản phẩm mỹ phẩm với nhiều thương hiệu sản phẩm và xuất xứ khác nhau và Bộ Y tế đang đề nghị xây dựng Nghị định quy định về quản lý mỹ phẩm. Thực hiện Hiệp định hòa hợp mỹ phẩm của ASEAN, Việt Nam đã quy định cơ chế quản lý theo hướng chuyển đổi từ cơ chế "tiền kiểm" trước đây-"Đăng ký lưu hành" sang cơ chế "Hậu kiểm"-"Công bố sản phẩm" và kiểm tra hậu mại. Với cơ chế quản lý này, các doanh nghiệp trong nước chỉ phải đăng ký kinh doanh (có chức năng kinh doanh mỹ phẩm). 